# Georg Hackl
Georg Hackl   (Berchtesgaden, 9 de setembre de 1966) és un corredor de luge alemany, ja retirat, que destacà entre les dècades del 1990 i del 2000.

## Carrera esportiva
Va participar en els Jocs Olímpics d'Hivern de 1988 realitzats a Calgary (Canadà) en representació de l'Alemanya Occidental, on aconseguí guanyar la medalla de plata en la prova individual masculina de luge i finalitzà quart en la prova de parelles masculines amb Stefan Ilsanker. En els Jocs Olímpics d'Hivern de 1992 realitzats a Albertville (França), i ja en representació de l'Alemanya unificada, aconseguir la medalla d'or en la prova individual. Posteriorment aconseguí revalidar el títol olímpic en els Jocs Olímpics d'Hivern de 1994 realitzats a Lillehammer (Noruega) i en els Jocs Olímpics d'Hivern de 1998 realitzats a Nagano (Japó). En els Jocs Olímpics d'Hivern de 2002 realitzats a Salt Lake City (Estats Units) aconseguí guanyar la medalla de plata, convertint-se en els primers corredor de luge en aconseguir cinc medalles olímpiques en cinc edicions diferents. Posteriorment participà, ja als 39 anys, en els Jocs Olímpics d'Hivern de 2006 realitzats a Torí (Itàlia), si bé únicament pogué finalitzar setè en la prova individual masculina.
Al llarg de la seva carrera ha aconseguit 22 medalles en el Campionat del Món de luge, destacant 10 medalles d'or (tres d'elles en individual masculí i set en equips mixts), i 10 medalles en el Campionat d'Europa de luge, sis d'elles d'or (dues en individual masculí i quatre en equips mixts).
Així mateix ha guanyat dues vegades la Copa del Món de l'especialitat: 1988/1999, 1989/1990.
El 1998 va ser nomenat esportista alemany de l'any.